# La Divina Increnca
La Divina Increnca é um livro de prosas e poemas cômicos, considerado a maior obra de Juó Bananère. Foi publicado em 1924, baseado em uma mistura linguística ocorrida em São Paulo em consequência da colonização italiana, constituindo-se em uma paródia da obra La Divina Commedia, de Dante Alighieri.

## Características e legado
A obra La Divina Increnca se caracteriza por sua independência artística e originalidade, oferecendo uma visão cômica e crítica da sociedade. Além do aspecto satírico, a produção do autor destaca-se pela relevância de seus elementos linguísticos e pela releitura histórica da cidade de São Paulo e, em um contexto mais amplo, do Brasil. A influência de Bananére estendeu-se ao Modernismo, contribuindo para a consolidação de um movimento literário que abordava questões sociais e a identidade nacional.
No campo da música, o livro inspirou a criação da banda brasileira homônima - La Divina Increnca - uma das integrantes da Vanguarda Paulista Instrumental (VPI) no final da década de 1970 e início dos anos 1980. Destacou-se por sua abordagem experimental e inovadora, alinhada às transformações do cenário musical brasileiro naquele período e sua sonoridade incorporava elementos do jazz fusion e da música popular instrumental, explorando novas possibilidades dentro da produção independente. Além de evocar o tom irreverente e satírico característico da literatura do autor, o nome também sugeria uma postura estética ousada e desafiadora, sendo essa atitude um reflexo do espírito criativo e iconoclasta presente na cena da VPI.

## Leituras adicionais
- Lanciani, G. (1997). Da Nanetto Pipetta a La Divina Increnca di Juó Bananére. In C. Camplani, C. Camplani Costa, M. Sánchez y P. Spinato (Eds.), Italia, Iberia y el Nuevo Mundo (pp. 107-116). Roma: Bulzoni.
- PEREIRA, Helena Bonito. Modernismo brasileiro à italiana: Brás, Bexiga e Barra Funda e La divina increnca. Literartes, São Paulo, Brasil, v. 1, n. 19, p. 81–98, 2023. DOI: 10.11606/issn.2316-9826.literartes.2023.217005. Disponível em: https://www.revistas.usp.br/literartes/article/view/217005.. Acesso em: 28 jan. 2025.
- da Rosa, M. E. M., & Fonseca, O. (2016). La Divina Increnca: a sátira da sociedade do século XX. Disciplinarum Scientia | Artes, Letras E Comunicação, 2(1), 59–73.